# 中间价
中间价（英語：Mid price）在金融市场中是指股票或其他金融商品的卖方卖出价与买方最高买入价之间的平均价格。
有时为了方便起见会将中间价向上或向下四舍五入到“跳动价”（交易所系统上最接近的有效可交易价格），因此中间价可能不精确。